# Ludwik Krajewski
Ludwik Wincenty Krajewski (ur. 1897, zm. 1969 w Hiszpanii) – polski prawnik, urzędnik państwowy II Rzeczypospolitej.

## Życiorys
Ukończył studia prawnicze. Radca ministerialny w Kancelarii Cywilnej Prezydenta Rzeczypospolitej. Pełnił funkcję redaktora „Dziennika Ustaw RP”. 9 listopada 1928 mianowany sędzią pokoju zapasowym w okręgu sądu okręgowego w Grodnie, delegowany do czynności w Ministerstwie Sprawiedliwości.
We wrześniu 1937 został powołany na stanowisko dyrektora Biura Prawnego Prezydium Rady Ministrów (jego poprzednikiem był Cezary Berezowski).
Po zakończeniu II wojny światowej pozostał na emigracji w Hiszpanii, gdzie zmarł.

## Ordery i odznaczenia
- Krzyż Oficerski Orderu Odrodzenia Polski (7 listopada 1925)[1]
- Złoty Krzyż Zasługi (9 listopada 1931)[4]

## Publikacje
- Zasady techniki ustawodawczej (współautorzy: Jan Aker, Cezary Berezowski, Roman Hausner), Warszawa 1934.
- Pod znakiem swastyki. Polscy prawnicy wobec Trzeciej Rzeszy 1933–1939. Wybór pism (współautor)[5].

## Źródła
- Ludwik Krajewski. baza-nazwisk.de. [dostęp 2015-11-02].